# Walter Isi
Elbio Walter Isi Betancur (Migues, 27 de junio de 1932 - Montevideo, 27 de marzo de 2010) fue un profesor y político uruguayo perteneciente al partido Colorado. Fue edil departamental y diputado por el departamento de Canelones en el período 1985 - 1990.

## Trayectoria
En las elecciones generales de Uruguay de 1984 fue elegido diputado por el partido Colorado en representación del departamento de Canelones. Impulsó el plan piloto para el desarrollo del agro en la región nordeste de ese departamento.
Integró la comisión legislativa creada para proteger las fuentes de trabajo de cuatrocientos obreros del frigorífico Cruz del Sur. También luchó por la reactivación del frigorífico Rausa. 
En 1987 propuso un plan de emergencia para reparar las calles y los accesos a las playas de los balnearios de la Costa de Oro canaria.
En agosto de 1987 presenta dos proyectos de ley: uno sobre el funcionamiento de las Juntas Locales y otro para ampliar las facultades de gestión de las Juntas de Atlántida y de San José de Carrasco.
En julio de 1987 inicia la publicación del mensuario Renovación de Canelones. 
En diciembre de 1987 se aprobó la Ley Forestal, luego de tres años de presentado el proyecto en el parlamento. Isi fue el representante colorado que impulsó la forestación en las zonas del nordeste de Canelones.